# Corina Crețuová
Corina Crețu (* 24. června 1967, Bukurešť) je rumunská a evropská politička, od listopadu 2014 evropská komisařka pro regionální politiku v Evropské komisi vedené Jean-Claude Junckerem.
Je členkou rumunské sociálně-demokratické strany (PSD) a bývalou poslankyní Evropské parlamentu, kde od června do října 2014 zastávala funkci místopředsedkyně.